# Asteromella convallariae
Asteromella convallariae är en svampart som först beskrevs av Fridiano Cavara, och fick sitt nu gällande namn av Franz Petrak 1923. Asteromella convallariae ingår i släktet Asteromella, klassen Dothideomycetes, divisionen sporsäcksvampar och riket svampar.   Inga underarter finns listade i Catalogue of Life.